# RusVelo (Frauenteam)
RusVelo war ein russisches Radsportteam im Frauenradsport mit Sitz in der Schweiz. Die Mannschaft erhielt durch die UCI für die Jahre 2012 bis 2014 eine Lizenz als UCI Women’s Team.
Teammanager war zunächst Heiko Salzwedel, der von den Sportlichen Leitern Jochen Dornbusch, Sulfija Sabirowa und Marat Ganejew unterstützt wurde. Am 1. Oktober 2012 wurde Salzwedel in dieser Funktion durch den der ehemaligen russischen Profi Renat Khamidulin abgelöst.
Als prominente Fahrerinnen für dieses Team wurden Hanka Kupfernagel und Olga Sabelinskaja vorgestellt.
Zum Projekt RusVelo gehört auch ein gleichnamiges Männerteam mit dem Status als Professional Continental Team und ein Bahnteam mit dem Status als UCI Track Team.

## Erfolge und Platzierungen in UCI-Ranglisten
2012
- 3. Etappe Tour of Adygeya: Irina Molitschewa
- Prolog Internationale Thüringen-Rundfahrt der Frauen: Hanka Kupfernagel
- Russische Meisterschaft Zeitfahren: Olga Sabelinskaja
- UCI-Rad-Weltcup: 6.
- UCI-Weltrangliste: 8.

2013
- 1. Etappe Tour of Adygeya:  Alexandra Burchenkova
- 1. Etappe Tour de Bretagne Féminin:  Oxana Kozonchuk
- 1. Etappe Tour Féminin en Limousin:  Oxana Kozonchuk
- UCI-Rad-Weltcup: 11
- UCI-Weltrangliste: 14

2014
- 2. Etappe (EZF) Vuelta Internacional Femenina a Costa Rica:  Olga Sabelinskaja
- Gesamtwertung Vuelta Internacional Femenina a Costa Rica:  Olga Sabelinskaja
- Grand Prix GSB:  Olga Sabelinskaja
- 2. Etappe Tour of Zhoushan Island:  Olga Sabelinskaja
- UCI-Rad-Weltcup: 9.
- UCI-Weltrangliste: 13